# Santuario di San Calogero (Sciacca)
Il santuario di San Calogero è un edificio religioso del 1530 che si trova a Sciacca, sul monte San Calogero.

## Storia
Anticamente sulla sommità del monte esisteva una piccola chiesa al servizio degli ammalati e dei pellegrini che salivano alle grotte per trarre giovamento dai vapori.
Vi si trovava anche una grotta che secondo la tradizione era stata utilizzata dall'eremita san Calogero per riposarsi, meta di pellegrinaggi a cui era possibile accedere per mezzo di una buca larga un metro e mezzo, capace di far passare solo un uomo carponi.

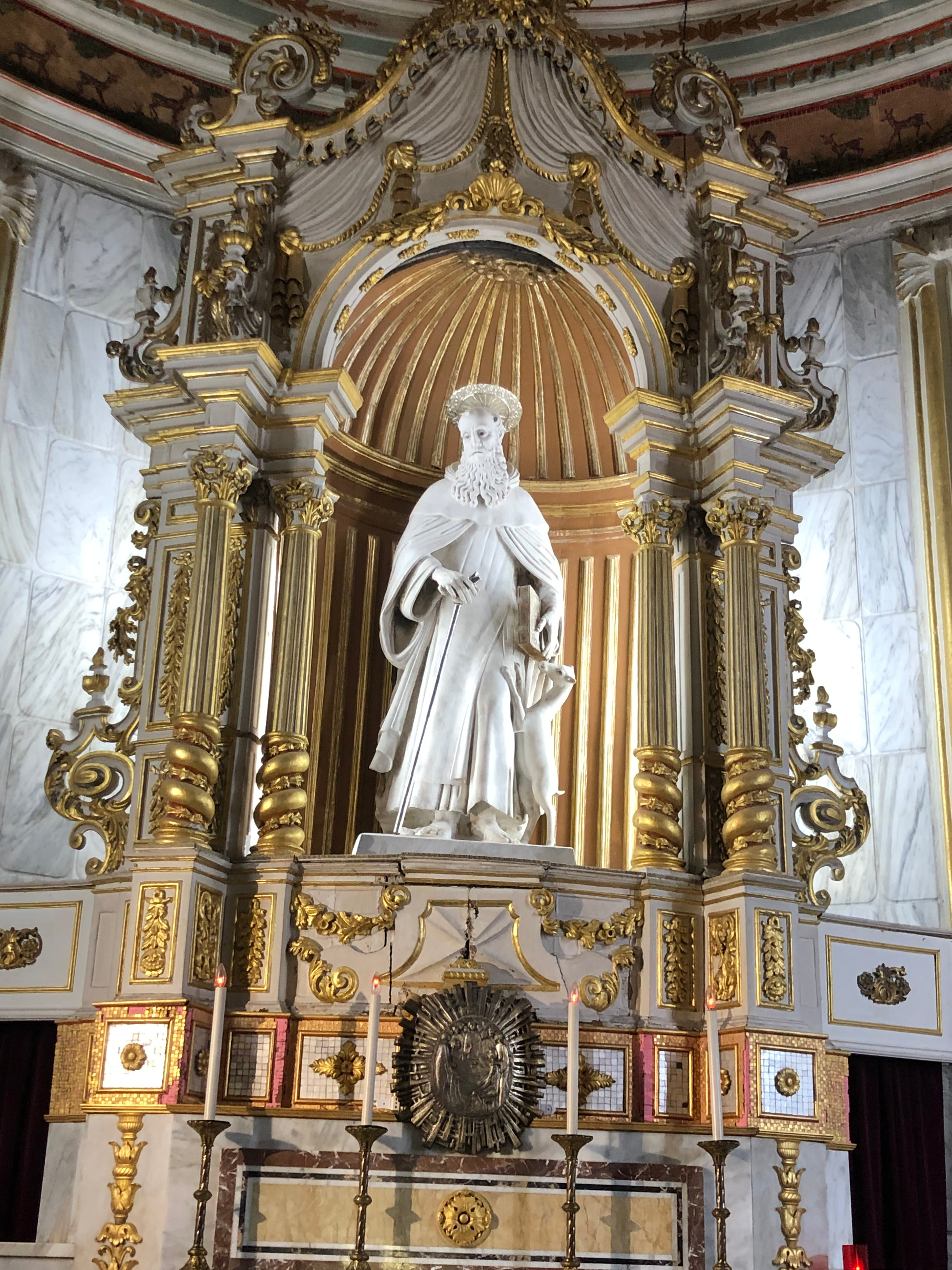
Statua di San Calogero del Gagini

L'accesso alla grotta si trova oggi sottostante all'attuale chiesa. La maiolica collocata su un piccolo altare raffigura San Calogero vecchio. A destra del santo, in basso, è raffigurata la cerva ferita al collo e alla sinistra l'arciere genuflesso in atto di preghiera.
Alla fine del Quattrocento pochi monaci di San Calogero, dopo alterne vicende, avevano allestito in alcune stanze sulla collina un piccolo ospedale, ritornando ad insediarsi vicino alla grotta del santo.
La costruzione dell'attuale Basilica, destinata a rimpiazzare la vecchia chiesetta, si deve al vescovo Mariano Manno, che vi diede inizio nel 1530, dando nuovo impulso al culto di san Calogero.
Il nuovo edificio venne innalzato con il concorso delle contribuzioni dei fedeli: la costruzione venne proseguita dal priore di San Calogero, don Gregorio Gallitano (1571-1623) e fu inaugurata nel 1644, essendo priore il canonico Gaspare Blasco.
Nel 1948 il santuario e i locali annessi vengono ceduti in uso perpetuo al Terzo ordine regolare francescano, che si sono occupati della ristrutturazione degli ambienti dell'antico romitorio.
Il santuario venne eretto a parrocchia nel 1953 ed elevato alla dignità di basilica minore nel 1979.

## Statua di San Calogero
Sull'altare maggiore della chiesa è ospitata una statua di San Calogero, custodita in una custodia lignea settecentesca. La statua era stata commissionata nel 1535 dal cappellano Antonio Bruno ad Antonello Gagini di Palermo e dopo la sua morte venne consegnata nel 1538 dal figlio di questi, Giacomo Gagini, priva della figura dell'arciere prevista nel contratto. Il santo è raffigurato con abito da eremita, con in mano la Bibbia e a lato la cerva.